# Région de la Baltique
Pour les articles homonymes, voir Baltique.

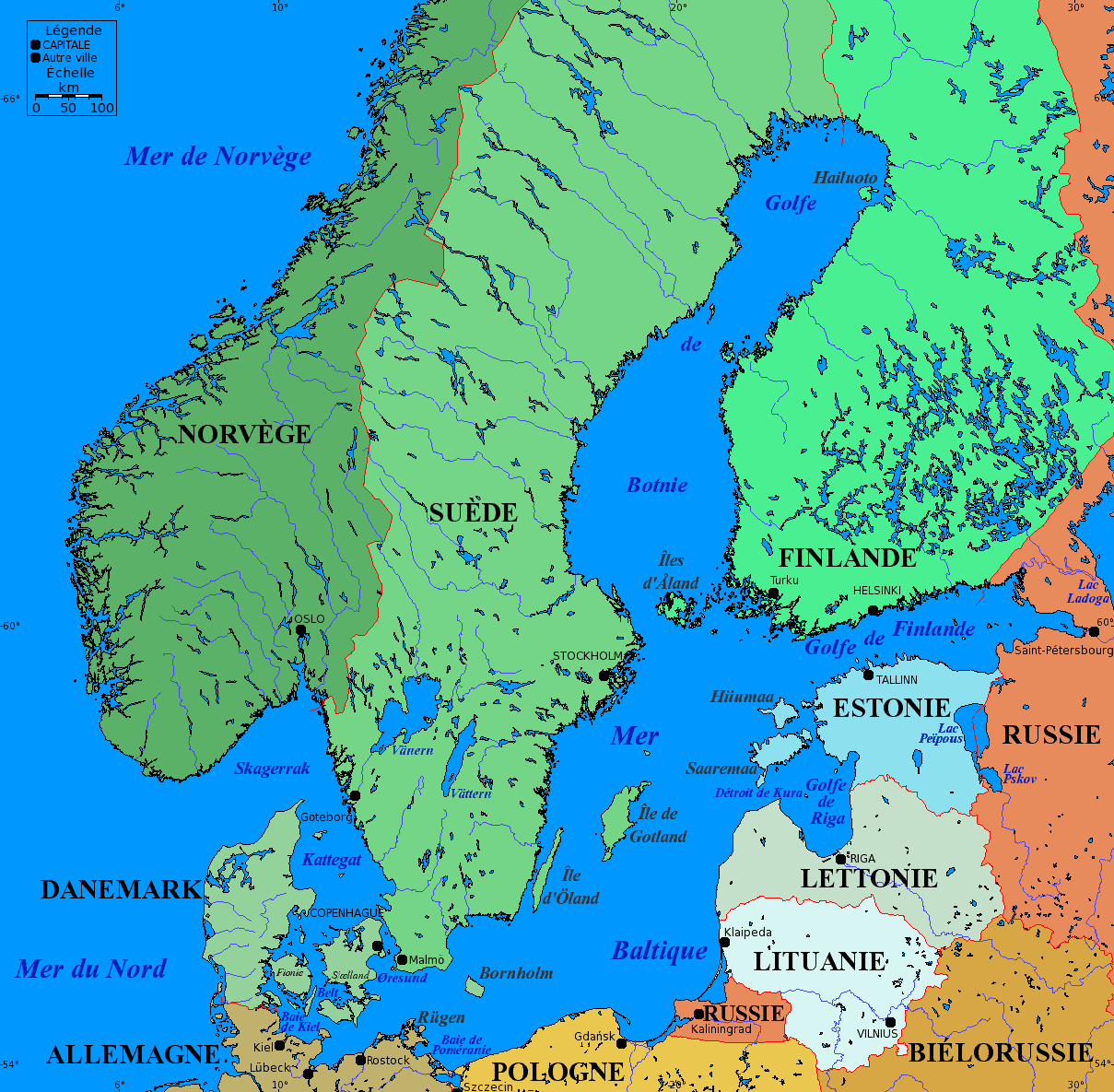
Mer Baltique

Les termes région de la Baltique, pays baltes, pays du rivage balte font référence à des combinaisons légèrement différentes de pays de la zone entourant la mer Baltique.

## Étymologie
Le premier à qualifier cette mer « Baltique » (« Mare Balticum ») est le chroniqueur allemand du XIe siècle Adam de Brême.

## Signification
Selon le contexte, la « région de la Baltique » peut signifier :
- les pays qui ont des côtes le long de la mer Baltique : le Danemark, l’Estonie, la Lettonie, la Finlande, l’Allemagne, la Lituanie, la Pologne, la Russie et la Suède ;
- le groupe de pays actuellement désigné comme pays baltes : l’Estonie, la Lettonie, la Lituanie et, parfois, l'exclave russe de Kaliningrad ;
- la province de Prusse-Orientale historique et les terres historiques de Livonie, de Courlande et d’Estonie (l’Estonie suédoise et l’Estonie russe) ;
- l'ancienne province balte de la Russie impériale : les actuelles Estonie, Lettonie et Lituanie sauf l’ancienne zone allemande autour de Memel ;
- les pays sur la route commerciale britannique historique à travers la mer Baltique, à savoir notamment la péninsule Scandinave (Suède et Norvège) ;
- le Conseil des États de la Baltique, composé par les pays ayant des côtes sur la mer Baltique, avec en plus la Norvège, l'Islande et le reste de l'Union européenne ;
- les îles de l'eurorégion B7 (Sept-Îles de la Baltique), qui comprend les îles et archipels d'Åland (autonomes), Bornholm (Danemark), Gotland (Suède), Hiiumaa (Estonie), d'Öland (Suède), Rügen (Allemagne), et Saaremaa (Estonie) ;
- sur les cartes historiques scandinaves et allemandes, le Balticum comprend parfois seulement les terres historiquement ou culturellement dominées par l'Allemagne, ou les provinces d'Estonie, de Livonie (correspondant à l’Estonie et la Lettonie modernes), de Courlande et de Latgale, ainsi que parfois, la province de Poméranie et la province de Prusse-Orientale, tandis que la Lituanie, historiquement moins germanisée, est parfois exclue.